# Dineutus serrulatus
Dineutus serrulatus es una especie de escarabajo del género Dineutus, familia Gyrinidae. Fue descrita científicamente por LeConte en 1868.
Habita en los Estados Unidos.